# Langues ouralo-altaïques

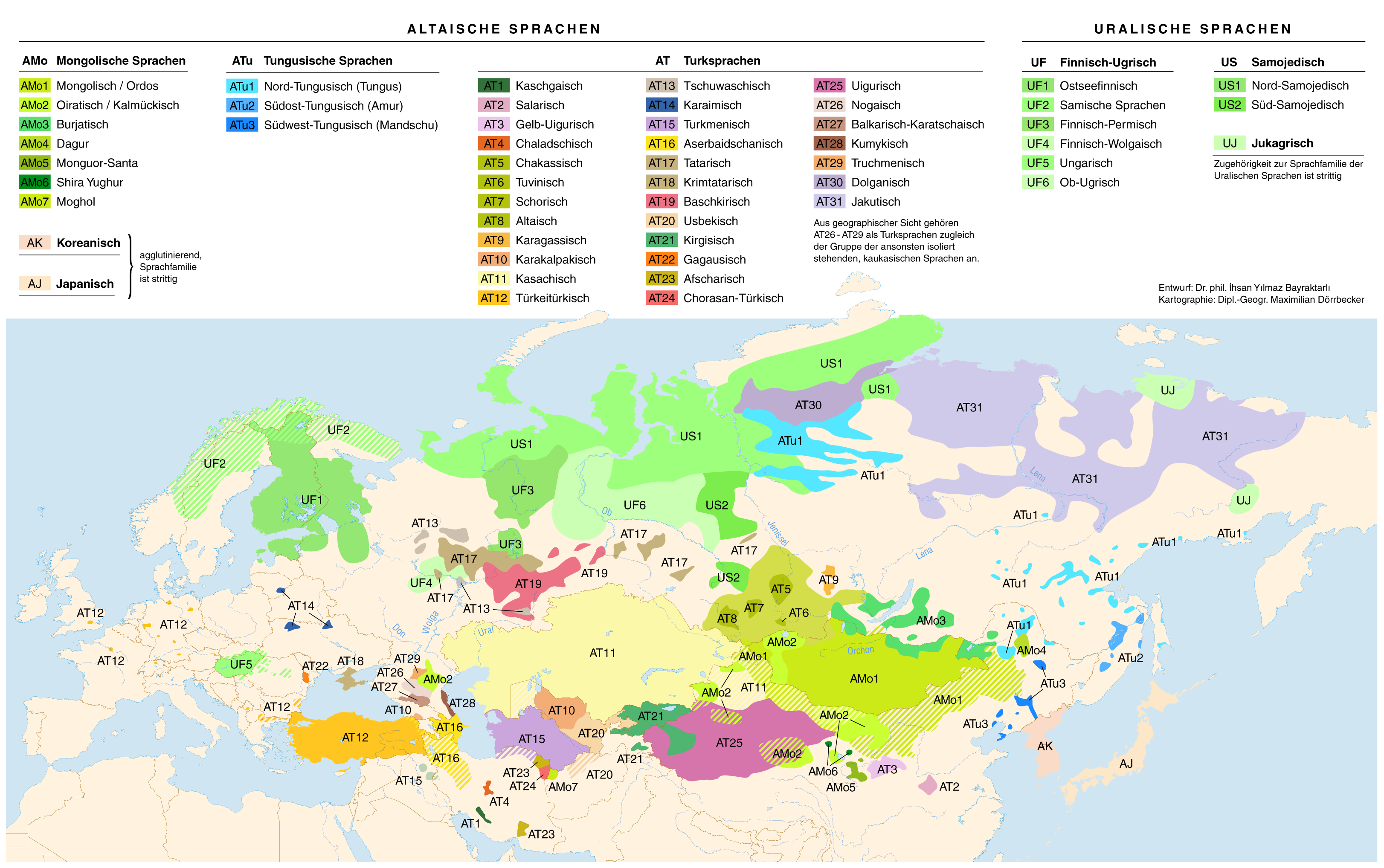
Distribution moderne des langues Ouraliques et Altaïques en Eurasie.

Les langues ouralo-altaïques sont une superfamille de langues d'Eurasie qui regrouperait les langues ouraliennes et les langues altaïques, dont l'existence est l'objet de controverses entre linguistes.
Le rapprochement repose sur l'existence de diverses caractéristiques partagées dans les langues de chacune des deux familles :
- la présence courante de l'harmonie vocalique dans le système phonologique,
- une typologie morphologique de type agglutinant,
- une typologie syntaxique de type SOV (sujet-objet-verbe) et centripète (les modificateurs précèdent l'élément modifié).

Ainsi, des langues aussi diverses que le turc, les langues toungouses, le mandchou et le finnois étaient considérées comme relevant des langues ouralo-altaïques.
L'hypothèse ouralo-altaïque fut proposée dès le XIXe siècle par Matthias Alexander Castrén et largement acceptée jusqu'au milieu du XXe siècle. Depuis, les ressemblances entre langues ouraliennes et altaïques ont été réanalysées comme étant de nature typologique, sans impliquer nécessairement une origine commune : le groupe ouralo-altaïque, en tant qu'unité génétique, est contesté aujourd'hui, sous réserves de nouvelles découvertes car un certain nombre de linguistes continuent de croire au lien génétique.